# Codice morale del costruttore del comunismo

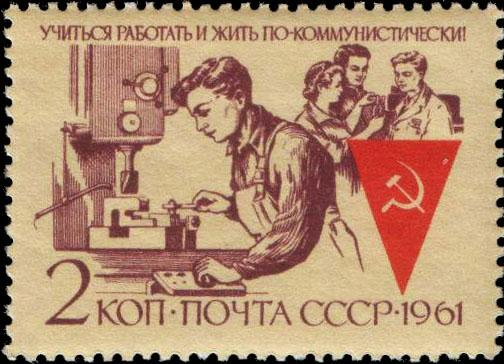
Francobollo sovietico del 1961, raffigurante operai nei loro momenti di lavoro e di svago

Il Codice morale del costruttore del comunismo (in russo Моральный кодекс строителя коммунизма?, Moral’nyj kodeks stroitelja kommunizma) rappresentava un insieme di dodici regole morali che dovevano essere seguite da ogni iscritto al Partito Comunista dell'Unione Sovietica e da ogni membro del Komsomol. 
Il codice morale fu adottato durante il XXII Congresso del PCUS nel 1961 come parte integrante del nuovo programma del partito. 
Il primissimo principio morale riguardava la "devozione alla causa del comunismo". 
Le sue dodici regole possono essere superficialmente paragonate ai Dieci comandamenti della dottrina ebraica e cristiana, ma si sovrappongono solo marginalmente: a differenza dei dieci comandamenti, tuttavia, i principi del Codice non erano delle regole concrete di condotta ed erano state dichiarate come delle norme di comportamento. Ad esempio, il comandamento di Mosè "Non commettere adulterio" corrisponde vagamente al "Rispetto reciproco in una famiglia, preoccupazione per l'educazione dei bambini" presente nel codice. 
Un'altra distinzione importante riguarda il fatto che il codice morale viene espresso in termini di una relazione tra l'individuo e la società, piuttosto che in termini di virtù personali. Ad esempio, il "Non rubare" può essere liberamente associato alla "Preoccupazione di tutti per la conservazione e la moltiplicazione della ricchezza comune". 
Il legislatore russo e leader del PCUS Gennadij Zjuganov ha paragonato il codice morale del costruttore del comunismo con il Discorso della Montagna di Gesù ai suoi discepoli.

## Storia
Secondo il politologo Fëdor Michajlovič Burlackij, il codice morale del costruttore del comunismo fu redatto nelle seguenti circostanze:
Una mattina, dopo una grande abbuffata serale, ci sedemmo nel gazebo a bere del tè. Elizar mi disse: - Sapete, Fëdor, il "nostro" (così chiamavamo Ponomarëv) ha telefonato e ha detto: «Nikita Sergeevič Chruščëv ha esaminato tutto ciò che hai scritto e consiglia di elaborare rapidamente un codice morale dei comunisti. Si consiglia di spedirlo a Mosca entro tre ore.»
E abbiamo incominciato a fantasticare. Uno diceva "pace", l'altro "libertà", il terzo "solidarietà" ... Dissi che era necessario procedere non solo a partire dai postulati comunisti, ma anche dai comandamenti di Mosè, Cristo, in modo che tutto potesse "ricadere" sulla coscienza pubblica. Fu una scelta consapevole il fatto di incorporare degli elementi religiosi nell'ideologia comunista.
Letteralmente, dopo un'ora e mezza finimmo quel testo, che venne subito approvato dal Politburo.»
Tuttavia, la nuova versione del Programma del PCUS adottata dal XXVII Congresso (1986), così come la Carta del Partito approvata durante lo stesso Congresso, non includeva un "Codice morale del costruttore del comunismo".
| Programma del 1961 | Programma del 1986 |
| --- | --- |
| Nel processo di transizione al comunismo, il ruolo dei principi morali nella vita della società sta crescendo sempre di più, si espande la portata del fattore morale e diminuisce l'importanza della regolamentazione amministrativa delle relazioni tra le persone. Il partito incoraggerà tutte le forme di autodisciplina consapevole dei cittadini, portando al consolidamento e allo sviluppo delle regole di base della comunità comunista. Rifiutando la morale di classe degli sfruttatori, i comunisti si oppongono alle perverse visioni egoistiche e ai costumi perversi della morale comunista del vecchio mondo - la morale più giusta e nobile è quella che esprime gli interessi e gli ideali di tutta l'umanità lavoratrice. Semplici norme morali e di giustizia, che sotto il dominio degli sfruttatori venivano sfigurate o calpestate spudoratamente, il comunismo crea le regole inviolabili della vita nei rapporti tra gli individui e tra le nazioni. La moralità comunista include le norme morali universali di base che sono state elaborate dalle masse per migliaia di anni all'interno della lotta contro l'oppressione sociale e i vizi morali. Di particolare importanza nello sviluppo morale della società è la morale rivoluzionaria della classe operaia. La morale comunista nella costruzione del socialismo e del comunismo si arricchisce di nuovi principi, nuovi contenuti. Il Partito ritiene che il codice morale del costruttore del comunismo comprenda i seguenti principi morali: - devozione alla causa del comunismo, amore per la madrepatria socialista, per i paesi del socialismo; - lavoro coscienzioso a beneficio della società: chi non lavora, non mangia; - preoccupazione di tutti per la conservazione e la moltiplicazione della proprietà pubblica; - elevata coscienza pubblica, intolleranza alle violazioni di interesse pubblico; - collettivismo e reciproca assistenza reciproca: ognuno per tutti, tutti per uno; - relazioni umane e rispetto reciproco tra le persone: da persona a persona, amico, compagno e fratello; - onestà e verità, purezza morale, semplicità e modestia nella vita pubblica e privata; - rispetto reciproco all'interno della famiglia, cura dell'educazione dei bambini; - intransigenza nei confronti dell'ingiustizia, del vagabondaggio, della disonestà, dell'arrivismo e dell'avidità; - amicizia e fratellanza di tutti i popoli dell'URSS, intolleranza per l'ostilità nazionale e razziale; - intransigenza verso i nemici del comunismo, della pace e della libertà delle nazioni; - solidarietà fraterna con i lavoratori di tutti i paesi, con tutte le nazioni. | Dichiarazione della morale comunista Con il graduale avanzamento verso il comunismo, il potenziale creativo della morale comunista - la più umana, giusta, nobile, basata sulla lealtà verso gli obiettivi della lotta rivoluzionaria e verso gli ideali del comunismo - viene sempre più pienamente rivelato. La nostra morale ha assorbito sia i valori morali universali sia le norme sul comportamento e sulle reciproche relazioni umane, che sono nate dalle masse nella secolare lotta contro lo sfruttamento per la libertà e l'uguaglianza sociale, la felicità e la pace. La morale comunista, sostenuta dal Partito Comunista dell'Unione Sovietica, è: - Collettivista. «Uno per tutti, tutti per uno», questo è il suo principio fondamentale. È incompatibile con l'egoismo, l'amore per se stessi e l'interesse personale, combina armoniosamente gli interessi a livello nazionale, collettivo e personale; - Umanista. Eleva la persona che lavora, intrisa di profondo rispetto per lui, intollerante alle violazioni della sua dignità. Afferma una relazione veramente umana tra le persone - la relazione di compagnia e assistenza reciproca, benevolenza, onestà, semplicità e modestia nella vita personale e pubblica; - Attiva, principale. Incoraggia una persona a svolgere nuovi lavori e realizzazioni creative, a interessarsi alla partecipare alla vita collettiva e dell'intero paese, al rifiuto attivo di tutto ciò che è contrario allo stile di vita socialista, a una lotta persistente per gli ideali comunisti. |

## Dopo il crollo dell'URSS
Nel 2009, Gennadij Zjuganov dichiarò:
Nel 2012, affermò inoltre:
Zjuganov confrontò nuovamente il Codice morale con il Discorso della Montagna:
Nel 2011, Vladimir Putin si lamentò del fatto che la Russia avesse "perso alcuni valori del periodo sovietico associati al Codice del costruttore del comunismo" che erano stati "estratti della Bibbia". Nel 2016, Putin elogiò il Codice morale apprezzandone le idee comuniste e socialiste d'ispirazione biblica. Nel 2018, Putin ha definito il Codice come "un primitivo estratto della Bibbia".